# 워리어 (1979년 영화)
《워리어》(영어: The Warriors)는 미국에서 제작된 월터 힐 감독의 1979년 액션 스릴러 영화이다. 크세노폰의 아나바시스에서 착안한 솔 유릭의 1965년 동명 소설이 원작이다. 마이클 벡 등이 출연하였고, 로런스 고든 등이 제작에 참여하였다.
개봉 당시에는 부정적인 평가를 받았으나 시간이 흐르면서 재평가가 이뤄졌으며 오늘날에는 컬트 영화로 여겨진다. 2003년 뉴욕 타임스는 이 영화를 “역대 최고의 영화 1,000편”에 포함시켰다. 같은 해 엔터테인먼트 위클리는 “역대 최고의 컬트 영화 50편”을 선정하면서 이 영화를 14위에 올렸다.

## 출연진
- 마이클 벡
- 제임스 리마
- 데버라 밴보컨버그
- 데이비드 해리스
- 브라이언 타일러
- 도시 라이트
- 데이비드 패트릭 켈리
- 린 시그펜
- 크레이그 R. 백슬리
- 스티브 제임스
- 머세이디스 룰
- 어윈 키스

## 기타 제작진
- 협력 제작: 조엘 실버
- 의상: 보비 매닉스